# Шамбле (Мен и Лоара)
Шамбле (фр. Chambellay) насеље је и општина у западној Француској у региону Лоара, у департману Мен и Лоара која припада префектури Сегре.
По подацима из 2011. године у општини је живело 342 становника, а густина насељености је износила 26,59 становника/km². Општина се простире на површини од 12,86 km². Налази се на средњој надморској висини од 75 метара (максималној 76 m, а минималној 17 m).

## Демографија
| 1962. | 1968. | 1975. | 1982. | 1990. | 1999. | 2011. |
| ----- | ----- | ----- | ----- | ----- | ----- | ----- |
| 311   | 368   | 283   | 320   | 268   | 299   | 342   |

График промене броја становника у току последњих година